# Новогубинск
Новогубинск — посёлок в Сызранском районе Самарской области. Входит в состав сельского поселения Усинское.

## История
В 1973 году Указом Президиума ВС РСФСР посёлок Губинского нефтепромысла переименован в Новогубинск.

## Население
| 2010 |
| ---- |
| 98   |